# Supergravedad
En física teórica, supergravedad (teoría de supergravedad) es una teoría de campos que combina el principio de supersimetría y relatividad general. Estas teorías juntas implican que, en supergravedad, la supersimetría es una Simetría local (al contrario que las teorías supersimétricas no gravitacionales, como la supersimetría mínima del modelo estándar (MSSM en inglés)).

## Gravitones
Como en cualquier teoría de campo sobre gravedad, una teoría de supergravedad contiene un campo de spin-2 cuyo cuanto es el gravitón. La supersimetría necesita que el campo creado por el gravitón tenga una superpartícula compañera. Este campo tiene spin 3/2 y su cuanto es el gravitino. El número de campos formados por gravitinos es igual al número de supersimetrías. Se dice normalmente que las teorías de supergravedad son las únicas teorías consistentes sobre la interacción de campos sin masa con spin 3/2. [cita requerida].

## Historia

### SUGRA tetradimensional
SUGRA, o Super Gravedad, fue propuesta inicialmente como una teoría de cuatro dimensiones en 1976 por Daniel Z. Freedman, Peter van Nieuwenhuizen y Sergio Ferrara en la Universidad de Stony Brook, pero fue rápidamente generalizada a muchas y diferentes teorías multidimensionales y con mayor número (N) de cargas supersimétricas. Las teorías de supergravedad con N>1 se las nombra habitualmente como supergravedad extendida (SUEGRA en inglés). Se ha demostrado que algunas teorías de supergravedad son equivalentes a otras teorías de supergravedad de más dimensiones mediante reducción dimensional (por ejemplo, la supergravedad de dimensiones N = 11 se reduce en S7 to N = 8 d = 4 SUGRA). A las teorías resultantes se les llama normalmente como  teorías de Kaluza-Klein, debido a que Kaluza y Klein construyeron, hace casi un siglo, una teoría de gravedad de 5 dimensiones, que al ser reducida en círculo, sus modos no masivos de 4 dimensiones describen el electromagnetismo acoplado a la gravedad.

### mSUGRA
mSUGRA (en inglés) significa super gravedad mínima. La construcción de un modelo realista de interacción de partículas con N = 1 supergravedad tal que la supersimetría se rompe por un supermecanismo de Higgs fue llevada a cabo por Ali Chamseddine, Richard Arnowitt y Pran Nath en 1982. En esta clase de modelos ahora conocidos en conjunto como La Gran Unificación de teorías de supergravedad mínima (mSUGRA GUT en inglés), La gravedad media en la ruptura de la supersimetría mediante la existencia de un sector escondido. mSUGRA genera la supersimetría débil, rompiendo así las condiciones que son una consecuencia del super-efecto Higgs. A la ruptura por radiación de la simetría electrodébil mediante el grupo de ecuaciones de Renormalización (RGEs en inglés) le sigue una consecuencia inmediata. mSUGRA es uno de los modelos de física de partículas más investigado a nivel mundial debido a su capacidad de predicción con solo 4 parámetros de entrada y un signo, ya que permite determinar el fenómeno de baja energía a partir de la escala de la Gran Unificación.

### 11d: SUGRA máxima
Una de estas supergravedades, la teoría de 11 dimensiones, genera gran expectación por ser la primera candidata potencial para convertirse en la teoría del todo. Esta expectación está basada en 4 pilares, dos de los cuales han sido refutados actualmente:
- Werner Nahm demostró que las 11 dimensiones era el mayor número de dimensiones posible con un solo gravitón, y que una teoría con más dimensiones tendría también partículas con spin mayor que 2. Estos problemas se evitan con 12 dimensiones si dos de ellas son de tiempo, Como se ha enfatizado por Itzhak Bars[cita requerida].

- En 1981, Ed Witten demostró que 11 era el número más pequeño de dimensiones lo suficientemente grande para contener los grupos de gauge del Modelo estándar, llamados SU(3) para la interacción fuerte y SU(2) {\displaystyle \times } U(1) para las interacciones electrodébiles. A día de hoy existen muchas técnicas para introducir el grupo gauge del modelo  estándar en la supergravedad con cualquier número de dimensiones. Por ejemplo, a mediados y finales de la década de 1980 se usaba normalmente la simetría de gauge obligatoria en tipo I y en las teorías de cuerda heterótica. En tipo II se podrían obtener también por compactación en ciertas variedades de Calabi-Yau. Hoy todavía puede usarse el método las D-branas para crear simetrías de gauge.

- En 1978, Eugene Cremmer, Bernard Julia y Joel Scherk (CJS) de la escuela normal superior de París encontraron la acción clásica para una teoría de supergravedad de 11 dimensiones. Es esta la única que permanece a día de hoy como una teoría de 11 dimensiones clásica con supersimetría local y sin campos con spin mayor de 2 [cita requerida]. Se sabe que otras teorías de 11 dimensiones no son equivalentes de forma mecánico-cuánticas a la teoría CJS, pero sí clásico-equivalentes (que significa que la teoría CJS se reduce cuando se imponen las ecuaciones clásicas del movimiento). Por ejemplo, a mediados de la década de 1980 Bernard de Wit y Hermann Nicolai propusieron una teoría alternativa en D=11 Supergravity with Local SU(8) Invariance (enlace roto disponible en Internet Archive; véase el historial, la primera versión y la última).. Esta teoría, que no manifiesta invariabilidad de Lorentz, es en muchos modos, superior a la teoría CJS. Por ejemplo, sus dimensiones se reducen a la teoría de 4 dimensiones sin tener que recurrir a las ecuaciones clásicas del movimiento.

- En 1980, Peter G. O. Freund y M. A. Rubin demostraron que la  compactación de 11 dimensiones preservando todos los generadores de supersimetría podía hacerse de dos formas, lo que dejaría solo 4 o 7 dimensiones macroscópicas (las otras 7 o 4 estarían compactadas). Desgraciadamente, las dimensiones no compactadas tendrían que formar un espacio anti de Sitter. Hoy se sabe que hay muchas formas de compactación posibles, pero que las compactaciones de Freud-Rubinn son invariantes en todas las transformaciones de supersimetría que preservan el movimiento.

Por tanto, Los dos primeros resultados parece que establecen 11 dimensiones únicamente, el tercero parece que especifica la teoría, y el último de los resultas explica porque el universo que observamos parece tener 4 dimensiones.
Muchos de los detalles de esta teoría fueron pulidos por Peter van Nieuwenhuizen, Sergio Ferrara y Daniel Z. Freedman.

### El fin de la era SUGRA
La emoción inicial por la supergravedad de 11 dimensiones no duró mucho ya que se descubrieron varios errores y los intentos de reparar el modelo fueron infructuosos. Estos problemas incluyen:
- Las variedades (matemáticas) que se conocían en el momento y que contenían el modelo estándar no eran compatibles con la supersimetría, y no podían tener quarks o leptones. Se sugirió que podía remplazarse las dimensiones compactadas con la 7-esfera, con el grupo simétrico SO(8), o la 7-esfera aplastada, con el grupo simétrico SO(5) {\displaystyle \times } SU(2).

- Hasta hace poco, se creía que los neutrinos observados en el mundo real no tenían masa, y parece que eran de izquierdas, un fenómeno al que nos referimos como quiralidad del modelo  estándar. Era muy difícil construir un fermión quiral a partir de la compactación — la variedad compactada necesitaba tener singularidades, pero la física cerca de las singularidades no empezó a comprenderse hasta el anuncio del orbifold teorías de campos conformes en los últimos años de la década de 1980.

- Los modelos de supergravedad terminaban normalmente en una enorme y surrealista constante cosmológica en cuatro dimensiones, y era difícil eliminar dicha constante, por lo que se requería un ajuste muy preciso de los parámetros. A día de hoy esto todavía representa un problema

- La cuantización de la teoría llevaba a una teoría de campo cuántica con anomalías de gauge haciendo la teoría inconsistente. En los siguientes años los físicos han aprendido a cancelar estas anomalías.

Algunas de estas dificultades pueden evitarse pasando a una teoría de 10 dimensiones 10-dimensional que implique tener supercuerdas. Sin embargo, pasar a 10 dimensiones pierde el sentido de una única teoría de 11 dimensiones.
La base para una teoría de 10 dimensiones, conocido como la primera revolución de supercuerdas, fue una demostración hecha por Michael B. Green, John H. Schwarz y David Gross que explica que solo hay 3 modelos de supergravedad en 10 dimensiones que tienen simetrías de gauge y que todas estas y las anomalías gravitacionales se cancelan entre sí. Había teorías que se construyeron en los grupos SO(32) y {\displaystyle E_{8}\times E_{8}}, el producto directo de dos copias de E8. Hoy sabemos que, usando D-branas por ejemplo, las simetrías de gauge pueden presentarse también en otras teorías de 10 dimensiones[cita requerida].

### La segunda revolución de supercuerdas
La emoción inicial sobre las teorías de 10 dimensiones y la teoría de cuerdas que permitía que estuviese completa de forma cuántica se terminó al final de la década de 1980. Había demasiados Calabi-Yaus que compactar, Muchos más de los que Yau había estimado, tal como admitió en diciembre de 2005 en el congreso Solvay. Ninguno consiguió el modelo estándar aunque parecía que se acercaban en muchas formas con suficiente esfuerzo. Encima, nadie entendía la teoría por detrás del régimen de aplicabilidad de cuerdas en la teoría perturbacional.
Hubo también un corto período al principio de la década de 1980, durante el cual, se diseñaron herramientas de muy alta importancia. Por ejemplo, llegó a ser aparente que varias teorías de supercuerdas estaban relacionadas por "dualidad de cuerdas", algunas de las cuales presentaban un acoplamiento físico débil de cuerdas en un modelo  y acoplamiento fuerte en otro.
Entonces todo cambió, en lo que conocemos como la segunda revolución de supercuerdas. Joseph Polchinski se dio cuenta de que los objetos de teoría de cuerdas oscuras, llamados D-branas, que él mismo había descubierto seis años antes, son versiones de cuerdas de las p-branas que se sabe existen en las teorías de supergravedad. El uso de estas p-branas no estaba restringido por la teoría perturbacional de cuerdas; de hecho, gracias a la supersimetría, comprendemos las p-branas en la supergravead mucho más allá de los límites en los que comprendemos la teoría de cuerdas.
Usando esta nueva herramienta no perturbacional, Edward Witten y muchos otros pudieron demostrar que todas las teorías de cuerdas perturbacionales eran descripciones de diferentes estados en una única teoría que se llama Teoría M. También debatieron que el límite de longitud de onda* de la Teoría M debía definirse por la teoría de supergravedad de 11 dimensiones que había perdido credibilidad con la primera revolución de supercuerdas 10 años antes, acompañado por las  2- y 5-branas. [*= por ejemplo, cuando la longitud de onda cuántica asociada a objetos es en teoría mucho más grande que el tamaño de las 11 dimensiones].
Para entonces, la supergravedad había dado un giro completo. Es usada normalmente para entender hechos de la teoría de cuerdas, la teoría M y sus compactaciones a un espacio-tiempo de menos dimensiones.

## Relación con las supercuerdas
Se considera a algunas teorías de supergravedad de 10 dimensiones como "límite de baja energía" de las teorías de supercuerdas de 10 dimensiones; para ser más exactos, surgen como una aproximación no masiva a nivel árbol (tree level) de teoría de cuerdas. Las verdaderas teorías de campos efectivos de las teorías de cuerdas, en vez de truncarlas, están disponibles ocasionalmente. Debido a la dualidad de cuerdas, se necesita que la conjetura sobre la teoría M de 11 dimensiones tenga una supergravedad de 11 dimensiones como "límite de baja energía". Aunque esto no significa necesariamente que la teoría de cuerdas/teoría M sean la única posible UV completion de la supergravedad[cita requerida]; la investigación de la supergravedad es muy útil en estos términos.

## 4DN= 1 SUGRA
Antes de comentar las propiedades de la SUGRA, recapitulemos alguno de los detalles importantes de la relatividad general. Tenemos una variedad M de 4 dimensiones diferenciable con Spin(3,1) como hilo principal. Esto representa la simetría local de Lorentz. Adicionalmente, tenemos un vector haz T sobre la variedad con la fibra, teniendo así cuatro dimensiones reales y transformándolo como un vector con (3,1).
Tenemos un mapa invertible del haz tangente de TM a T. Este mapa es el vierbein. La simetría local de Lorentz tiene una conexión de gauge asociada a él, la conexión spin.
El siguiente texto estará en notación superespacial, al contrario que la notación por componentes, que no es una covariante manifiesta en supersimetría. Son realmente muchas versiones diferente de la SUGRA que son no-equivalentes en el sentido que sus movimientos y contracciones con el tensor torsión son distintas, pero equivalentes si podemos redefinir el campo de supervierbeins y la conexión spin para una versión a partir de la otra.
En 4D N=1 SUGRA, tenemos una 4|4 supervariedad M real y diferenciable, por ejemplo, tenemos 4 dimensiones bosónicas reales y 4 dimensiones reales fermiónicas. En un caso no supersimétrico, tenemos un spin (3,1) principal haz sobre M. Tenemos un vector haz  R4|4 T sobre M. La fibra de las transformaciones T bajo el grupo local de Lorentz por consiguiente; las 4 dimensiones bosónicas reales se transforman en un vector y las 4 dimensiones reales fermiónicas se transforman en un Majorana spinor. Este Majorana spinor puede expresarse también como un complejo Weyl spinor de izquierdas y su complejo conjugado Weyl spinor de derechas (no son independientes el uno del otro). También tenemos una conexión spin como antes.
Usaremos las siguientes notaciones; los índices espaciales (bosónicos y fermiónicos) se indicarán con M, N,.... Los índices espaciales bosónicos con μ, ν,..., los índices del espacio Weyl de izquierdas con α, β,..., y los índices del espacio Weyl de derechas con {\displaystyle {\dot {\alpha }}}, {\displaystyle {\dot {\beta }}},.... Los índices para la fibra de T llevarán una notación similar, excepto que tendrán un superíndice como este: {\displaystyle {\hat {M}},{\hat {\alpha }}}. Vea la notación de van der Waerden para más detalle. {\displaystyle M=(\mu ,\alpha ,{\dot {\alpha }})}. El supervierbein se denota con {\displaystyle e_{N}^{\hat {M}}}, y la conexión spin con {\displaystyle \omega _{{\hat {M}}{\hat {N}}P}}. El inverso supervierbein se denota con {\displaystyle E_{\hat {M}}^{N}}.
El supervierbein y la conexión spin son reales en el sentido de que satisfacen las condiciones de realidad
{\displaystyle e_{N}^{\hat {M}}(x,{\overline {\theta }},\theta )^{*}=e_{N^{*}}^{{\hat {M}}^{*}}(x,\theta ,{\overline {\theta }})} where {\displaystyle \mu ^{*}=\mu },{\displaystyle \alpha ^{*}={\dot {\alpha }}}, and {\displaystyle {\dot {\alpha }}^{*}=\alpha } and {\displaystyle \omega (x,{\overline {\theta }},\theta )^{*}=\omega (x,\theta ,{\overline {\theta }})}.
La covariante derivativa se define como
{\displaystyle D_{\hat {M}}f=E_{\hat {M}}^{N}\left(\partial _{N}f+\omega _{N}[f]\right)}.
La covariante exterior derivativa definida sobre las supervariedades necesita tener super-grado. Esto quiere decir que cada vez que haya que intercambiar dos índices fermiónicos, tomaremos un factor de signo +1 en vez de -1.
La presencia o ausencia de simetrías R es opcional, pero si existe simetría R, el integrando de todo el superespacio tiene que tener una carga R de 0 y el integrando del superespacio quiral tiene que tener una carga R de 2.
Un supercampo quiral X es un supercampo que satisface {\displaystyle {\overline {D}}_{\hat {\dot {\alpha }}}X=0}. Para que esta restricción sea consistente, se necesita que las condiciones de integrabilidad tal que {\displaystyle \left\{{\overline {D}}_{\hat {\dot {\alpha }}},{\overline {D}}_{\hat {\dot {\beta }}}\right\}=c_{{\hat {\dot {\alpha }}}{\hat {\dot {\beta }}}}^{\hat {\dot {\gamma }}}{\overline {D}}_{\hat {\dot {\gamma }}}} para algún coeficiente c.
Al contratio que la gravedad no-supersimétrica, la torsión no puede ser cero, al menos respecto a las direcciones fermiónicas. Así mismo, incluso en el superespacio plano, {\displaystyle D_{\hat {\alpha }}e_{\hat {\dot {\alpha }}}+{\overline {D}}_{\hat {\dot {\alpha }}}e_{\hat {\alpha }}\neq 0}.
En una versión de SUGRA (pero no la única), tenemos las siguientes restricciones para el vector torsión:
{\displaystyle T_{{\hat {\underline {\alpha }}}{\hat {\underline {\beta }}}}^{\hat {\underline {\gamma }}}=0}
{\displaystyle T_{{\hat {\alpha }}{\hat {\beta }}}^{\hat {\mu }}=0}
{\displaystyle T_{{\hat {\dot {\alpha }}}{\hat {\dot {\beta }}}}^{\hat {\mu }}=0}
{\displaystyle T_{{\hat {\alpha }}{\hat {\dot {\beta }}}}^{\hat {\mu }}=2i\sigma _{{\hat {\alpha }}{\hat {\dot {\beta }}}}^{\hat {\mu }}}
{\displaystyle T_{{\hat {\mu }}{\hat {\underline {\alpha }}}}^{\hat {\nu }}=0}
{\displaystyle T_{{\hat {\mu }}{\hat {\nu }}}^{\hat {\rho }}=0}
Aquí, {\displaystyle {\underline {\alpha }}} es una notación corta que dice que el índice circula sobre los spinors de izquierda o de derechas de Weyl.
El superdeterminante del supervierbein, {\displaystyle \left|e\right|}, nos da el factor volumen para M. De forma equivalente, tenemos el volumen 4|4-superforma {\displaystyle e^{{\hat {\mu }}=0}\wedge \cdots \wedge e^{{\hat {\mu }}=3}\wedge e^{{\hat {\alpha }}=1}\wedge e^{{\hat {\alpha }}=2}\wedge e^{{\hat {\dot {\alpha }}}=1}\wedge e^{{\hat {\dot {\alpha }}}=2}}.
Si hacemos complejos los superdifeomorfismos, hay un gauge donde {\displaystyle E_{\hat {\dot {\alpha }}}^{\mu }=0}, {\displaystyle E_{\hat {\dot {\alpha }}}^{\beta }=0} y {\displaystyle E_{\hat {\dot {\alpha }}}^{\dot {\beta }}=\delta _{\dot {\alpha }}^{\dot {\beta }}}. El espacio quiral resultante tiene las coordenadas x and Θ.
R es supercampo escalar derivable y quiral de los supervielbeins y la conexión spin. Si f es cualquier supercampo, {\displaystyle \left({\overline {D}}^{2}-8R\right)f} es siempre supercampo quiral.
El movimiento para una teoría SUGRA con supercampos quirales X, es dado por
{\displaystyle S=\int d^{4}xd^{2}\Theta 2{\mathcal {E}}\left[{\frac {3}{8}}\left({\overline {D}}^{2}-8R\right)e^{-K({\overline {X}},X)/3}+W(X)\right]+c.c.}
donde K es el  potencial de Kähler y W es el superpotencial,  {\displaystyle {\mathcal {E}}} is the chiral volume factor. Al contrario que el caso para el superespacio plano, añadiento una constante a Kähler o al superpotencial es ahora físico. Una constante añadida al potencial de Kähler cambia la constante de Planck efectiva, mientras que una constante añadida al el superpotencial cambia la constante cosmológica efectiva. Como la constante de Planck efectiva depende ahora del valor del supercampo quiral X, necesitamos reescalar los supervierbeins (redefinir el campo) para obtener una constante de Planck constante. Esto se llama el marco Einstein.

## SUGRA de más dimensiones
Vea el artículo supergravedad de más dimensiones para más detalles..

### Históricas
- D.Z. Freedman, P. van Nieuwenhuizen and S. Ferrara, "Progress Toward A Theory Of Supergravity", Physical Review D13 (1976) pp 3214-3218.
- E. Cremmer, B. Julia and J. Scherk, "Supergravity theory in eleven dimensions", Physics Letters B76 (1978) pp 409-412. scanned version (enlace roto disponible en Internet Archive; véase el historial, la primera versión y la última).
- P. Freund and M. Rubin, "Dynamics of dimensional reduction", Physics Letters B97 (1980) pp 233-235.
- Ali H. Chamseddine, R. Arnowitt, Pran Nath, "Locally Supersymmetric Grand Unification", " Phys. Rev.Lett.49:970,1982"
- Michael B. Green, John H. Schwarz, "Anomaly Cancellation in Supersymmetric D=10 Gauge Theory and Superstring Theory", Physics Letters B149 (1984) pp117-122.

### General
- Bernard de Wit(2002) Supergravity
- A Supersymmetry primer  (1998) updated in (2006), (the user friendly guide).
- Adel Bilal, Introduction to supersymmetry (enlace roto disponible en Internet Archive; véase el historial, la primera versión y la última). (2001) ArXiv hep-th/0101055, (a comprehensive introduction to supersymmetry).
- Friedemann Brandt, Lectures on supergravity (2002) ArXiv hep-th/0204035, (an introduction to 4-dimensional N = 1 supergravity).
- Wess, Julius; Bagger, Jonathan (1992). Supersymmetry and Supergravity. Princeton University Press. pp. 260. ISBN 0691025304.

- Datos: Q958871